# Nathan Milstein
Nathan Milstein, ros. Ната́н Миро́нович Мильште́йн Natan Mironowicz Milstein (ur. 18 grudnia?/31 grudnia 1903 w Odessie, zm. 21 grudnia 1992 w Londynie) – urodzony w Rosji amerykański skrzypek pochodzenia żydowskiego.

## Życiorys
Syn handlarza wełną, jego matka była skrzypaczką. W latach 1912–1914 studiował w konserwatorium w Odessie u Piotra Stoliarskiego. W 1914 roku odniósł sukces, wykonując przy udziale kompozytora Koncert skrzypcowy Aleksandra Głazunowa. Od 1915 do 1917 roku był uczniem Leopolda Auera w Konserwatorium Piotrogradzkim. W 1923 roku odbył podróż koncertową po ZSRR wraz z Vladimirem Horowitzem. W 1925 roku wyjechał ze Związku Radzieckiego, przebywał początkowo w Paryżu i Berlinie. W 1926 roku był uczniem Eugène’a Ysaÿe’a w Brukseli. W 1929 roku debiutował w Stanach Zjednoczonych wraz z Philadelphia Orchestra pod batutą Leopolda Stokowskiego. W 1942 roku otrzymał amerykańskie obywatelstwo.
Napisał kadencje do koncertów skrzypcowych Ludwiga van Beethovena i Johannesa Brahmsa. Opracował utwory Niccolò Paganiniego (Paganiniana, 1954). W jego posiadaniu były skrzypce Stradivariego „ex-Goldmann” z 1716 roku. Wspólnie z Solomonem Volkovem napisał autobiografię From Russia to the West. The Musical Memoirs and Reminiscences of Nathan Milstein (Nowy Jork 1990).
Odznaczony został Legią Honorową (1968) i austriacką Odznaką Honorową za Naukę i Sztukę (1969). Laureat Kennedy Center Honors (1987).